# ボビーに片想い
「ボビーに片想い」は、1979年4月に"手塚さとみ"名義で発売された手塚理美の2枚目のシングル。
1976年にリリースされたアルバム 『15才の肖像』に収録された「パジャマSong/I think」が好評だったことから同曲が手塚のデビューシングルとしてリリースされた。手塚は歌は得意でなく、もう歌をやるつもりはなかったが、2年以上経った後、フォーライフ・レコードの社長になっていた吉田拓郎から「プロデュースします」という申し出があったことから、一念発起し、2枚目のシングルとして本曲を出した。プロデュース：吉田拓郎、作詞：松本隆、作曲：松任谷由実、編曲：瀬尾一三という豪華制作チームによる制作となったが、手塚はこれが最後のレコードリリースとなっている。
吉田拓郎が1977年6月1日にフォーライフ・レコードの2代目社長に就任以降、フォーライフはシンガーソングライターだけでなく、俳優や歌謡曲、色物（芸人）・企画もののレコードをリリースすることが増えていくが、手塚は俳優としては、中川梨絵、水谷豊、坂口良子らに続くリリースだった。
女優として今日まで息の長い活躍を続ける手塚理美は、ユニチカマスコットガール出身で、当時は美少女モデルとして人気があった栗田ひろみや風吹ジュンらの系譜にあるグラビア中心の70年型アイドルだった。
本曲は、失恋の痛手を片思いと思えば気も楽に…といった松本隆らしいねじれた自意識が感じられる楽曲となっている。

## 収録曲
1. ボビーに片想い（4分22秒）
作詞：松本隆／作曲：松任谷由実／編曲：瀬尾一三
2. Killer Angel（3分50秒）
作詞：松本隆／作曲：松任谷由実／編曲：瀬尾一三

## カバー

### CD音源化されているもの
- 新田恵利（1986年）- アルバム『E-AREA』に収録。